# Ambelau (lud)
Ambelau – indonezyjska grupa etniczna zamieszkująca wyspę Ambelau (Moluki) na Morzu Banda. Ich populacja wynosi 3 tys. osób.
Posługują się własnym językiem ambelau z wielkiej rodziny austronezyjskiej. W użyciu jest też malajski amboński. Wyznają islam w odmianie sunnickiej.
W XVI–XVII w. zajmowali się produkcją i sprzedażą przypraw. W pierwszej połowie XVII w. struktura gospodarcza ludu została zniszczona przez holenderskich kolonizatorów. Wśród czynników uniemożliwiających zakładanie upraw na wyspie Ambelau są obecność dzikich świń i skalistość terenu. Na sąsiedniej wyspie Buru wyrabia się sago.